# خطاب بلومبرج
خطاب بلومبرج هو خطاب سياسي حزبي ألقاه رئيس وزراء المملكة المتحدة المحافظ آنذاك ديفيد كاميرون من خلال التحالف مع الحزب الديمقراطي الليبرالي المحافظ ولكن دون دعم نائب رئيس وزراء المملكة المتحدة آنذاك نك كلغ والديمقراطيين الأحرار، ألقي الخطاب في 23 يناير 2013م في بلومبرج لندن. تحدث الخطاب فيما يتعلق بعلاقة المملكة المتحدة المستقبلية مع الاتحاد الأوروبي، والتي دعا فيها رئيس الوزراء إلى إصلاح أساسي في الاتحاد الأوروبي، ودعا إلى إجراء استفتاء شامل في المملكة المتحدة حول أننا ينبغي أو لا ينبغي أن نظل دولة عضو في الاتحاد الأوروبي.